# Cabusset de plomall blanc
El cabusset de plomall blanc (Rollandia rolland) és una espècie d'ocell de la família dels Podicipèdids (Podicipedidae) que habita llacs, rierols, estanys, aiguamolls i badies del nord-oest del Perú, centre i sud de Bolívia, el Paraguai, sud del Brasil i les Illes Malvines.